# Quadrimoment
En la relativitat especial, el quadrimoment (també anomenat moment–energia o momenergy) és la generalització de l'impuls tridimensional clàssic a l'espai-temps de quatre dimensions. El moment és un vector en tres dimensions; de la mateixa manera, el quatre impuls és un quatre vector en l'espai-temps. El contravariant de quatre moments d'una partícula amb energia relativista E i tres moments p = (px, py, pz) = γmv, on v és la velocitat de tres de la partícula i γ el factor de Lorentz, és{\displaystyle p=\left(p^{0},p^{1},p^{2},p^{3}\right)=\left({\frac {E}{c}},p_{x},p_{y},p_{z}\right).}La quantitat mv de l'anterior és el moment no relativista ordinari de la partícula i m la seva massa en repòs. El quatre impuls és útil en càlculs relativistes perquè és un vector covariant de Lorentz. Això vol dir que és fàcil fer un seguiment de com es transforma sota les transformacions de Lorentz.

## Norma de Minkowski
El càlcul de la norma de Minkowski al quadrat dels quatre moments dóna una quantitat invariant de Lorentz igual (fins a factors de la velocitat de la llum c) al quadrat de la massa pròpia de la partícula: {\displaystyle p\cdot p=\eta _{\mu \nu }p^{\mu }p^{\nu }=p_{\nu }p^{\nu }=-{E^{2} \over c^{2}}+|\mathbf {p} |^{2}=-m^{2}c^{2}} on {\displaystyle \eta _{\mu \nu }={\begin{pmatrix}-1&0&0&0\\0&1&0&0\\0&0&1&0\\0&0&0&1\end{pmatrix}}} és el tensor mètric de la relativitat especial amb signatura mètrica per a la definició escollida per ser (–1, 1, 1, 1). La negativitat de la norma reflecteix que l'impuls és un quatre vector temporal per a partícules massives. L'altra opció de signatura giraria els signes en determinades fórmules (com per a la norma aquí). Aquesta elecció no és important, però un cop feta s'ha de mantenir per coherència.
La norma de Minkowski és invariant de Lorentz, és a dir, el seu valor no es modifica per transformacions/impulsos de Lorentz en diferents marcs de referència. De manera més general, per a dos p i q de quatre moments qualsevol, la quantitat p ⋅ q és invariant.

## Relació amb les quadrivelocitats
Per a una partícula massiva, el moviment de quatre ve donat per la massa invariant m de la partícula multiplicada per la velocitat de quatre de la partícula, {\displaystyle p^{\mu }=mu^{\mu },} on és la u de quatre velocitats {\displaystyle u=\left(u^{0},u^{1},u^{2},u^{3}\right)=\gamma _{v}\left(c,v_{x},v_{y},v_{z}\right),} i {\displaystyle \gamma _{v}:={\frac {1}{\sqrt {1-{\frac {v^{2}}{c^{2}}}}}}} és el factor de Lorentz (associat amb la velocitat {\displaystyle v} ), c és la velocitat de la llum.

## Derivació
Hi ha diverses maneres d'arribar a l'expressió correcta per a quatre impuls. Una manera és definir primer les quatre velocitats u = dx/dτ i simplement definir p = mu, contents que és un quatre vector amb les unitats correctes i el comportament correcte. Un altre enfocament, més satisfactori, és començar amb el principi de mínima acció i utilitzar el marc lagrangià per derivar el quatre impuls, inclosa l'expressió de l'energia. Es pot definir d'una vegada, utilitzant les observacions detallades a continuació, quatre impulsos a partir de l'acció S. Tenint en compte que en general per a un sistema tancat amb coordenades generalitzades qi i moments canònics pi, {\displaystyle p_{i}={\frac {\partial S}{\partial q_{i}}}={\frac {\partial S}{\partial x_{i}}},\quad E=-{\frac {\partial S}{\partial t}}=-c\cdot {\frac {\partial S}{\partial x_{0}}},} és immediat (recordant x0 = ct, x1 = x, x2 = y, x3 = z i x0 = −x0, x1 = x1, x2 = x2, x3 = x3 in la convenció mètrica actual) que {\displaystyle p_{\mu }=-{\frac {\partial S}{\partial x^{\mu }}}=\left({E \over c},-\mathbf {p} \right)} és un covariant de quatre vectors amb la part de tres vectors el moment canònic (negatiu).

## Conservació del quadrimoment
Com es mostra anteriorment, hi ha tres lleis de conservació (no independents, les dues últimes impliquen la primera i viceversa):
- El moment de quatre p (covariant o contravariant) es conserva.
- Es conserva l'energia total E = p0c.
- L'impuls dels 3 espais es conserva (no confondre amb el clàssic impuls no relativista ).

Tingueu en compte que la massa invariant d'un sistema de partícules pot ser més que la suma de les masses en repòs de les partícules, ja que l'energia cinètica en el marc del centre de masses del sistema i l'energia potencial de les forces entre les partícules contribueixen a la massa invariant. Com a exemple, dues partícules amb quatre moments (5 GeV/c, 4 GeV/c, 0, 0) i (5 GeV/c, −4 GeV/c, 0, 0) tenen cadascuna massa (en repòs) 3 GeV/c2 per separat, però la seva massa total (la massa del sistema) és 10 GeV/ c 2. Si aquestes partícules xoquessin i s'enganxessin, la massa de l'objecte compost seria 10 GeV/ 2.
Una aplicació pràctica de la física de partícules de la conservació de la massa invariant consisteix a combinar els quatre moments pA i pB de dues partícules filles produïdes en la desintegració d'una partícula més pesada amb quatre moments pC per trobar la massa de la partícula més pesada.. La conservació de quatre moments dóna pCμ = pAμ + pBμ, mentre que la massa M de la partícula més pesada ve donada per −PC ⋅ PC = M2c2. Mitjançant la mesura de les energies i els tres moments de les partícules filles, es pot reconstruir la massa invariant del sistema de dues partícules, que ha de ser igual a M. Aquesta tècnica s'utilitza, per exemple, en cerques experimentals de bosons Z' en col·lisionadors de partícules d'alta energia, on el bosó Z' apareixeria com un cop en l'espectre de masses invariant dels parells electró-positró o muó-antimuó.
Si la massa d'un objecte no canvia, el producte interior de Minkowski del seu quatre impuls i la seva corresponent acceleració de quatre Aμ és simplement zero. L'acceleració de quatre és proporcional a la derivada temporal pròpia de l'impuls de quatre dividit per la massa de la partícula, de manera que {\displaystyle p^{\mu }A_{\mu }=\eta _{\mu \nu }p^{\mu }A^{\nu }=\eta _{\mu \nu }p^{\mu }{\frac {d}{d\tau }}{\frac {p^{\nu }}{m}}={\frac {1}{2m}}{\frac {d}{d\tau }}p\cdot p={\frac {1}{2m}}{\frac {d}{d\tau }}\left(-m^{2}c^{2}\right)=0.}